# NGC 5866
NGC 5866(Spindle Galaxyとも)は、りゅう座にある比較的明るいレンズ状銀河または渦巻銀河である。NGC 5866は、1781年にピエール・メシャンまたはシャルル・メシエによって恐らく発見されていた。1788年にウィリアム・ハーシェルによって独立に発見された。球状星団の軌道速度の測定により5有効半径では質量の34 ± 45%を暗黒物質が占めていると分かった。

## 塵の円盤
NGC 5866の最も顕著な特徴は、ほぼ真横から見える拡張した塵の円盤である。このような塵の円盤は、レンズ状銀河には珍しいものである。ほとんどのレンズ状銀河の塵は核の付近やバルジの中で見られるだけである。真横から見るだけでは形を決定するのは難しいが、この塵の円盤は、環状の構造を作っていると考えられる。また、この銀河は、真横から見えているため、渦巻銀河の誤認である可能性もある。その場合は、塵の円盤は珍しいものではない。
塵が僅かに沿っているため、過去にこの銀河の近傍を通過した銀河と相互作用を起こしたものと考えられている。

## 銀河群
NGC 5866は、NGC 5866銀河群の中で最も明るい銀河である。NGC 5866銀河群は、他に渦巻銀河NGC 5879とNGC 5907を含む小さな銀河群である。多くの文献では区別して記載されているが、この銀河群は、M51銀河群やM101銀河群の北西端の一部である可能性もある。